# Mortagne-au-Perche
Mortagne-au-Perche je naselje in občina v severozahodni francoski regiji Spodnji Normandiji, podprefektura departmaja Orne. Leta 2011 je naselje imelo 4.076 prebivalcev.

## Geografija
Kraj leži v Normandiji, 39 km vzhodno od Alençona.

## Administracija
Mortagne-au-Perche je sedež istoimenskega kantona, v katerega so poleg njegove vključene še občine La Chapelle-Montligeon, Comblot, Corbon, Courgeon, Feings, Loisail, Mauves-sur-Huisne, Réveillon, Saint-Denis-sur-Huisne, Saint-Hilaire-le-Châtel, Saint-Langis-lès-Mortagne, Saint-Mard-de-Réno in Villiers-sous-Mortagne z 9.065 prebivalci.
Naselje je prav tako sedež okrožja, v katerem se nahajajo kantoni l'Aigle-Vzhod/Zahod, Bazoches-sur-Hoëne, Bellême, Longny-au-Perche, Mortagne-au-Perche, Moulins-la-Marche, Nocé, Pervenchères, Rémalard, Theil in Tourouvre z 72.167 prebivalci.